# (35889) 1999 JA81
1999 JA81 (asteroide 35889) é um asteroide da cintura principal. Possui uma excentricidade de 0.13625710 e uma inclinação de 14.33045º.
Este asteroide foi descoberto no dia 12 de maio de 1999 por LINEAR em Socorro.